# محاصره کایفنگ توسط مغول
محاصره کایفنگ توسط مغول به محاصره یکساله شهر کایفنگ پایتخت دودمان کین توسط امپراتوری مغول از سال ۱۲۳۲ تا ۱۲۳۳ میلادی اشاره دارد.